# Кокурё, Гоитиро
Гоитиро Кокурё (国領 五一郎; 20 декабря 1902 — 19 марта 1943) — японский общественный деятель. Присоединился к Коммунистической партии Японии сразу после ее основания, а позже стал членом центрального комитета второй КПЯ и руководителем рабочего движения, но был арестован и приговорён к тюремному заключению.

## Биография
Родился в Камигё-ку, Киото, в семье мастера текстильного ремесла нисидзин-ори. В 15-летнем возрасте был радикализован под влиянием рисовых бунтов 1918 года. После окончания начальной школы работал ткачом на текстильной фабрике в Киото, где познакомился с социалистической литературой и стал участвовать в профсоюзном движении. В 1921 году участвовал в создании объединённого профсоюза города Киото, вошёл в состав его исполкома.
Вскоре после создания Коммунистической партии Японии присоединился к партии в сентябре 1922 года. В декабре 1926 года участвовал в работе III съезда КПЯ, на котором был избран кандидатом в Центральный комитет партии. В 1927 году стал членом ЦК КПЯ и одним из наиболее авторитетных руководителей партии.
С образованием Совета профсоюзов Японии в 1925 году стал членом Исполнительного комитета по Киото. В 1922—1928 годы, будучи одним из руководителей левых профсоюзов Японии, укреплял влияние компартии с рабочим движении, вёл организационную и пропагандистскую работу, полемизировал с Хитоси Ямакавой как ликвидаторским уклоном. Кокурё создавал партийные организации на предприятиях и налаживал выпуск нелегальных фабрично-заводских газет, включая первую партийную газету на оптическом заводе «Нихон когаку».
Присутствовал на IV конгрессе Профинтерна в Москве (март — апрель 1928 года). После возвращения в Японию в мае работал над восстановлением партии после разгрома в результате инцидента 15 марта, но 4 октября 1928 года был арестован за коммунистическую деятельность.
На судебном процессе обвиняемых по делу инцидента 15 марта держался героически. Так, на суде он с гордостью заявил, что за 10 лет, которые занимался революционной деятельностью вплоть до последнего своего задержания, он уже более 300 дней провел под арестом.
В 1932 году он был приговорен к 15 годам тюремного заключения, а затем к смертной казни по апелляции. Тюремщики просверлили коленные ему чашечки, и подышать воздухом его приходилось выносить на спине его товарищу Сёити Итикаве. Несмотря на пытки, упорно отказывался выдать полицейским чиновникам ключ к зашифрованным спискам членов партии, которые обнаружили у него при аресте. Умер в тюрьме Сакаи (префектура Осака)